# Erwin Bläske
Erwin Bläske (* 29. August 1930 in Roggosen; † 5. Januar 1991) war ein deutscher Pilot. 1968 wurde er Einzel- und Mannschaftsweltmeister im Motorkunstflug.

## Leben
Bläske trainierte auf dem GST-Flugplatz Neuhausen. Als Mitglied der DDR-Nationalauswahl konnte er 1964 bei den Weltmeisterschaften in Bilbao mit dem dritten Platz in der Mannschaftswertung seinen ersten internationalen Erfolg erringen. 1966 erreichte er bei der Motorkunstflug-WM in Tuschino gemeinsam mit Günter Börner, Peter Kahle, Dieter Kapphahn und Heinz Hübler den dritten Platz in der Mannschaftswertung. Bei der Kunstflug-WM 1968 in Magdeburg gewann Bläske auf einer Zlín Z-526A den Titel in der Einzel- und gemeinsam mit Peter Kahle und Dieter Kapphahn auch den Titel in der Mannschaftswertung.
Bläske führte seine Kunstflugfiguren auf zahlreichen Flugtagen vor. Besonders bekannt war sein Spiegelflug mit Heinz Richter im Abstand von 5 Metern, der 1968 für ein Briefmarkenmotiv der Deutschen Post als Vorlage diente.
Erwin Bläske war langjähriger Leiter des Segelflugplatzes Finsterwalde.